# Жигмонд Ракоци
Жигмонд (Сигизмунд) Ракоци (венг. Rákóczi Zsigmond; (1544 — 5 декабря 1608) — первый трансильванский князь из венгерского кальвинистского рода Ракоци (1607—1608). Сын Яноша Ракоци.

## Биография
Происходил из знатной венгерской дворянской семьи Ракоци. В 1605 г. Жигмонд Ракоци был назначен губернатором Трансильвании и стал руководить политикой от имени трансильванского князя Стефана (Иштвана) Бочкаи.
29 декабря 1606 г. внезапно скончался трансильванский князь Иштван Бочкаи (1605—1606). На вакантный княжеский престол стали претендовать его заместитель Жигмонд Ракоци, Валентин Другет и Габриель Батори. В феврале 1607 г. Сигизмунд Ракоци на собрании знати был избран новым князем Трансильвании. Избрание Сигизмунда Ракоци вызвало недовольство Османской империи, в вассальной зависимости от которой находилась Трансильвания. В марте 1608 г. Сигизмунд Ракоци был свергнут с княжеского престола восставшими гайдуками, посадившими на престол Габриэля Батория.